# Schiller (muziekproject)
Schiller is een Duits muziekproject van elektronische muziek, gestart in 1998 en vernoemd naar de Duitse dichter Friedrich von Schiller. De groep kreeg bekendheid door hun eerste single "Das Glockenspiel" die verscheen op 31 december 1998 en met groot succes werd ontvangen in Duitsland. Het nummer bereikte daar de 21 plek in de German Singles Chart en in het VK kwam het op nummer 17 in de UK Singles Chart. De videoclip werd een van de meest gedraaide muziekvideo's in 1999 op de Duitse muziekzender VIVA.
Schiller had in 2008 wereldwijd meer dan 7 miljoen albums verkocht.

## Geschiedenis
Schiller startte in 1998 als duo met Christopher von Deylen en Mirko von Schlieffen. In 1999 werd het debuutalbum Zeitgeist uitgebracht, dat de nadruk legt op club- en dansmuziek. Vanwege muzikale verschillen verliet Von Schlieffen in 2002 de groep en Von Deylen ging solo verder.
In 2001 kwam Weltreise uit. De inspiratie voor dit album was een lange tocht die Von Deylen en zijn vader maakten. Dit album bevatte de single "Dream of you" met zanger Peter Heppner van Wolfsheim. Dit nummer won de ECHO-muziekprijs in 2002 voor beste dancesingle van het jaar.
Het derde studioalbum Leben kwam uit in 2003, met de populaire single "Leben... I feel you". Leben werd opgevolgd door Tag und Nacht in 2005. Voorafgaand aan zijn tour in Duitsland liet Christopher zich opnieuw inspireren door wederom een lange autoreis te maken van Berlijn naar de Pakistaanse hoofdstad Islamabad, ditmaal in een Volvo Amazon uit 1968. Vanuit Islamabad reisde hij verder naar het West-Bengaalse Kolkata (Calcutta).
In 2004 werkte Von Deylen samen met Harald Blüchel voor het project "Blüchel und von Deylen". Ze brachten in dat jaar twee albums uit. De eerste, genaamd Bi Polar, is een mix van moderne klassieke stukken gemixt met elektronische klanken. De tweede, Mare Stellaris, werd in opdracht van het tijdschrift Stern gemaakt, als soundtrack van een documentaire over het universum.
Het vijfde album Sehnsucht werd aangekondigd in 2007 en kwam uit in februari 2008. Sehnsucht werd uitgebracht in twee formaten en drie edities. Meer dan 100.000 kopieën van dit album werden verkocht. Sehnsucht werd internationaal uitgebracht onder de naam Desire in mei 2008.
Schiller werkte samen met Colbie Caillat in het nummer "You" dat in 2008 uitkwam en waar beide te zien zijn in de videoclip. In datzelfde jaar produceerde Schiller wederom een succesvolle single genaamd "Time for dreams" met de Chinese pianist Lang Lang. Het nummer werd gebruikt door de Duitse zender ZDF tijdens de Olympische Spelen in Peking.
Het zesde studioalbum van Schiller heet Atemlos en kwam uit in februari 2010. Von Deylen componeerde enkele nummers aan boord van het onderzoeksschip de Polarstern, tijdens een reis in arctische wateren. Atemlos kwam in Duitsland binnen op de tweede plaats in de hitlijsten. De Engelse versie heet Breathless.
Op 5 oktober 2012 kwam het zevende album uit onder de titel Sonne. Dit album is in vier versies uitgekomen en bevat twee muziekvideo's, "Solaris" en "Sahara Avenue". Schiller vroeg zijn fans om foto's in te sturen van de zon in hun eigen land, om hiermee inspiratie op te doen.
Het achtste album was Opus in 2013. Dit album combineert elektronische muziek met klassieke muziek zoals het Zwanenmeer. Schiller werkte hierop samen met enkele grootheden als sopraan Anna Netrebko, pianist Hélène Grimaud en hoboïst Albrecht Mayer. Dit album bereikte in de eerste week nummer 1 van de Duitse hitlijsten.
Op 8 juli 2014 trad Schiller op met het Symphonic Pop Orchestra, gedirigeerd door Frank Hollmann, in de open lucht bij de Gendarmenmarkt in Berlijn. Het afsluitende concert van de Opus tour is vastgelegd op Symphonia. Hierop zijn bekende Schillernummers te horen in een klassiek jasje.
Het studioalbum Future kwam uit op 26 februari 2016. Hierop zijn meerdere gastvocalisten te horen, onder wie Sheppard Solomon, Kéta, Arlissa en Emma Hewitt.
Op 22 maart 2019 verscheen Schillers album Morgenstund. Er zijn samenwerkingen met artiesten zoals Giorgio Moroder, Nena, Rebecca Ferguson en Tangerine Dream. Ook werkte hij tijdens zijn reis naar Iran samen met zangeres Yalda Abbasi en muzikant Pouya Saraei. Voor het eerst is er een gitaarsolo te horen op een album van Schiller, die werd ingespeeld door de Britse gitarist Scott McKeon.
Frontman Christopher von Deylen bracht op 16 oktober 2020 het album Colors uit onder zijn eigen naam. Het album bevat pianoklanken gemixt met elektronische muziek.
Het twaalfde studioalbum Summer in Berlin verscheen op 19 februari 2021. Er kwam een lp- en een cd-versie uit. Het album bevat 14 studionummers en 14 live opgenomen nummers.
Op 12 november 2021 verscheen het album Epic. Op dit album zijn elektronische muzieknummers te horen die worden ondersteund door een symfonisch orkest in Wenen. Epic bevat 12 nummers die volgens Schiller door filmmuziek zijn geïnspireerd. De uitgebreide versie van het album bevat 11 bonusnummers.
Het studioalbum Illuminate verscheen op 10 maart 2023 en is uitgebracht als dubbelalbum op cd met 28 nummers of lp met 12 nummers. Er zijn ook twee deluxe-versies. Enkele gastmuzikanten zijn Tricia McTeague, Yalda Abbasi, Guenther Haas en Thorsten Quaeschning. De videoclip van het nummer "Empire of Light" werd door Oekraïense dansers uitgevoerd onder regie van Igor Kuleshyn.

## Gastartiesten
De zang wordt verzorgd door gastartiesten als Sarah Brightman, Moya Brennan, Adam Young, Andrea Corr, Colbie Caillat, Kim Sanders, Ana Torroja, Tarja Turunen, Despina Vandi, Nadia Ali, Anna Netrebko en Nena. Andere artiesten die met Schiller hebben samengewerkt zijn Anggun, Lang Lang, Klaus Schulze, Mike Oldfield, Kate Havnevik, Damae, Jaël en de Duitse actrice Anna Maria Mühe.

## Live

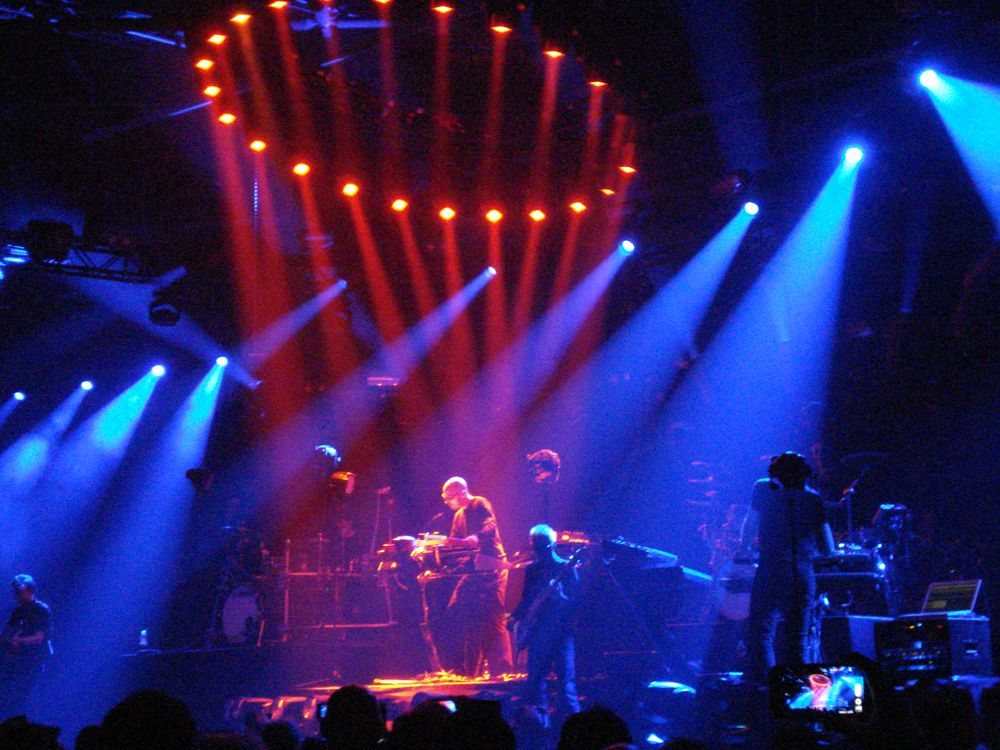
Schiller live (Sonne) in 2012.

In september 2001 trad Schiller voor het eerst op in Hamburg. Sindsdien speelt Schiller liveoptredens met volle zalen in vele Duitse steden. Er zijn liveshows in grote arena's, en de Klangwelten-tour in kleine zalen met zitplaatsen. Voor deze shows kreeg Schiller tot 2013 hulp van vaste bandleden. Dit zijn Christian Kretschmar, Ralf Gustke, Cliff Hewitt, Tissy Thiers en Andreas Binder.
Daarnaast worden er soms ook shows gehouden in clubs met speciaal gemixte Schiller-nummers, zoals in Rusland en Londen. Populaire nummers die regelmatig live worden gespeeld zijn klassiekers als "Schiller", "Ein Schöner Tag", "Das Glockenspiel" en "Ruhe".
In september en oktober van 2016 trad Schiller vijftien keer op met zijn Schiller Live 2016 Future-tour in Duitsland. Dit keer waren zijn begeleidende muzikanten Flo Dauner (drums), Doug Wimbish (basgitaar), Ferdi Kirner (gitaar) en Tricia McTeague (zang, gitaar, percussie). Achtergrondzangers waren Arlissa, Samantha Nelson, Carmel Echols en Chaz Mason.
In 2017 verzorgde Schiller een optreden in de Iraanse hoofdstad Teheran.
In oktober 2021 was Schiller eenmalig in Nederland te zien, waar hij in Utrecht optrad.

## Discografie

### Studioalbums
- 1999: Zeitgeist
- 2001: Weltreise
- 2003: Leben
- 2005: Tag und Nacht
- 2008: Sehnsucht
- 2010: Atemlos
- 2010: Lichtblick (ep)
- 2012: Sonne
- 2013: Opus
- 2016: Future
- 2019: Morgenstund
- 2021: Summer in Berlin
- 2021: Epic
- 2023: Illuminate

### Livealbums
- 2004: Live Erleben
- 2006: Tagtraum
- 2008: Sehnsucht Live
- 2010: Atemlos Live
- 2014: Symphonia
- 2016: Zeitreise Live

### Einlassmusik
Voor de livetour van Schiller heeft Von Deylen speciale albums getiteld Die Einlassmusik gecomponeerd. Om het publiek in de stemming te krijgen voor het concert, wordt deze muziek gespeeld in surround sound tussen de binnenkomst van de gasten en het begin van het concert.
- 2004: Die Einlassmusik 1 (Live (Er)Leben)
- 2004: Die Einlassmusik 2 (Live (Er)Leben)
- 2006: Die Einlassmusik 3 (Tag und Nacht Live)
- 2008: Die Einlassmusik 4 (Sehnsucht Live)
- 2008: Die Einlassmusik 5 (Sehnsucht Live)
- 2010: Die Einlassmusik 6 (Atemlos Live)
- 2011: Die Einlassmusik 7 (Klangwelten)
- 2012: Die Einlassmusik 8 (Sonne Live)
- 2012: Die Einlassmusik 9 (Sonne Live)
- 2013: Die Einlassmusik 10 (Neue Klangwelten)
- 2016: Die Einlassmusik 11 (Future Live)
- 2016: Die Einlassmusik 12 (Future Live)
- 2017: Die Einlassmusik 13 (Klangwelten Live)
- 2017: Die Einlassmusik 14 (Klangwelten Live)
- 2019: Die Einlassmusik 15 (Morgenstund Live)
- 2019: Die Einlassmusik 16 (Morgenstund Live)
- 2019: Die Einlassmusik 17 (Morgenstund Live)
- 2023: Die Einlassmusik 18 (Illuminate Live)
- 2023: Die Einlassmusik 19 (Illuminate Live)

### Singles
- 1999: Das Glockenspiel
- 1999: Liebesschmerz
- 1999: Ruhe
- 2000: Ein schöner Tag
- 2001: Dream of You
- 2001: Dancing with Loneliness
- 2003: Liebe
- 2004: I feel you
- 2005: Die Nacht...du bist nicht allein
- 2006: Der Tag...du bist erwacht
- 2008: Let Me Love You (met Kim Sanders)
- 2008: Breathe (met September)
- 2008: Time for Dreams (met Lang Lang)
- 2008: You (met Colbie Caillat)
- 2010: Try (met Nadia Ali)
- 2010: Always You (met Anggun)
- 2012: Sonne (met Unheilig)
- 2013: Lichtermeer
- 2013: Swan Lake (met Albrecht Mayer)
- 2016: Paradise (met Arlissa)
- 2019: Universe
- 2020: Der Goldene Engel
- 2021: Summer In Berlin
- 2021: White Nights (Don't Let Me Go)
- 2023: Empire of Light
- 2023: Illuminate
- 2023: Quiet Love

## Videografie
- 2001: Weltreise – Die DVD
- 2004: Leben – Die DVD
- 2004: Live Erleben
- 2006: Tagtraum
- 2008: Sehnsucht Live
- 2010: Atemlos Live
- 2010: Lichtblick
- 2013: Sonne Live
- 2014: Symphonia
- 2016: Future
- 2019: Live In Tehran

## Trivia
- Tijdens een liveoptreden sluit Von Deylen zijn introductie af met de zin: "Mein Name ist Christopher von Deylen — und ich bin Schiller."[9]
- Een aantal van Schillers nummers zijn opnieuw opgenomen voor de Amerikaanse markt met Engelse namen en teksten in plaats van de oorspronkelijk Duitse.
- Schiller was in 2017 de eerste Westerse muziekartiest die sinds 1979 mocht optreden in de Iraanse hoofdstad Teheran.[3]